# Austrocylindropuntia
Az Austrocylindropuntia a kaktuszfélék (Cactaceae) családjában az Austrocylindropuntieae nemzetségcsoport névadó nemzetsége.

## Származása, elterjedése
Dél-Amerikában honos.

## Megjelenése, felépítése
Mérete és alakja igen változékony — az alig 1 cm törzsátmérőjű, erősen bokrosodó fajoktól az oszlopos termetű, vastag törzsű, erőteljesen növekedőkig.
Törzse és szártagjai is többnyire hengeresek és elágazók. Egyes fajok szártagjai kissé gömbszerűek vagy bunkó alakúak. A szártagokat ritkás vagy sűrűbb, finom szálú, hajszerű szőrzet borítja. Fiatal hajtásain feltűnően csökevényes, hengeres levélkék nőnek.

## Életmódja, termőhelye
A hengeres levélkék a fejlődési időszakban a növény asszimilációját segítik, a fejlődési időszak végeztén lehullanak. A legtöbb faj csak idősebb korában virágzik.
Nem különösen igényes, de erősen fagyérzékeny: célszerű + 8 °C fölötti hőmérsékleten, lehetőleg világos helyen teleltetni.

## Ismertebb fajok
- Austrocylindropuntia cylindrica,
- négerkéz kaktusz (Austrocylindropuntia clavaroides),
- Austrocylindropuntia cylindrica,
- Austrocylindropuntia floccosa
- Austrocylindropuntia lagopus
- Austrocylindropuntia salmiana
- Austrocylindropuntia subulata,
- Austrocylindropuntia verschaffeltii,
- Austrocylindropuntia vestita,